# Bassano in Teverina
Bassano in Teverina es una localidad y comune italiana de la provincia de Viterbo, región de Lacio, con 1.252 habitantes.

## Evolución demográfica
| Gráfica de evolución demográfica de Bassano in Teverina entre 1861 y 2001 |
|                                                                           |
| Fuente ISTAT - elaboración gráfica de Wikipedia                           |